# Гріскірхен (округ)
Бецирк Гріскірхен — округ Австрійської федеральної землі Верхня Австрія. 
Округ поділено на 34 громади: 
- Айстерсгайм (786)
- Бад-Шаллербах (3287)
- Брук-Ваазен (2302)
- Ешенау-ім-Гаусрукккрайс (1176)
- Галльспах (2575)
- Гаспольтсгофен (3609)
- Гебольтскірхен (1412)
- Гріскірхен (4807)
- Гааг-ам-Гаусрукк (2047)
- Гайлігенберг (710)
- Гофкірхен-ан-дер-Траттнах (1510)
- Калльгам (2543)
- Кематен-ам-Іннбах (1262)
- Меггенгофен (1236)
- Міхаельнбах (1232)
- Наттернбах (2338)
- Нойкірхен-ам-Вальде (1686)
- Ноймаркт-ім-Гаусрукккрайс (1447)
- Поєрбах (2234)
- Полльгам (915)
- Петтінг (541)
- Прам (1840)
- Роттенбах (1009)
- Шлюсльберг (2998)
- Санкт-Агата (2119)
- Санкт-Георген-бай-Гріскірхен (967)
- Санкт-Томас (460)
- Стееген (1124)
- Тауфкірхен-ан-дер-Траттнах (2093)
- Толлет (871)
- Вайценкірхен (3660)
- Валлерн-ан-дер-Траттнах (2874)
- Вайберн (1587)
- Вендлінг (833)

## Демографія
Населення округу за роками за даними статистичного бюро Австрії

## Виноски
1. ↑  Statistik Austria. Архів оригіналу за 2 травня 2015. Процитовано 22 червня 2013.

| Австрія | Це незавершена стаття з географії Австрії. Ви можете допомогти проєкту, виправивши або дописавши її. |